# Poligiros
Poligiros (grčki: Πολύγυρος) je grad i općina u Središnjoj Makedoniji. Poligiros je glavni grad prefekture Halkidika. 
Poligiros leži jugoistočno od Soluna, sjeveroistočno od Nea Mudania, sjevernozapadno od Sitonia i jugozapadno od grada Arnaia. 

## Zemljopisne osobine
Poligiros koji ima oblik amfiteatra, podignut je na jugozapadnom platou planine Holomontas. Općina Poligiros ima 10.721 stanovnika i 470.933 km². Ostala veća naselja u općini su:  Kalývai Polygýrou (1136), Ólynthos (1131), Taxiárkhis (1070) i Vrástama (793). Poligiros je povezan s ostalim grčkim gradovima, grčkom magistralnom cestom GR-16 (Solun – Arnaia).

## Podrijetlo imena
Ima više teorija o porijeklu imena grada Poligiros. Neki drže da ime dolazi od složenice poly (puno) i geros (jako), zbog jako zdrave klime mjesta. Ostali misle da je ime složenica od riječi poly i ieros (sveti), zato što je postojao antički hram na tom mjestu. Postoji i teorija da je ime grada došlo od imena jednog od starih zemljoposjednika Poliarosa.

## Povijest

### Za antike
Neki misle da je današnji Poligiros, antički grad Apolonia, jedan od 24 grada – Halhidičkog saveza ( Koinon ton Chalkideon ).

### Za Bizanta i Otomanske vlasti
Naselje Poligiros je prvi put spomenuto u srednjovjekovnom dokumentu – chrisovulon (listini sa zlatnim pečatom) izdanoj od bizantskog cara Nikifora III. oko 1080. godine. Godine 1430. Poligiros kao i čitav Bizant[nedostaje izvor] pao je pod vlast Turaka i postao je dio solunskog sandžaka. Dana 17. svibnja 1821. stanovnici Poligirosa pobunuli su se protiv otomanske vlasti i uspjeli privremeno, zauzeti grad. Dobar dio stanovnika Poligirosa sudjelovao je u neuspjeloj pobuni protiv turske vlasti iz 1854. godine. 

### Poligiros u novom dobu
Konačno su 2. studenog 1912. jedinice grčke vojske za vrijeme Prvog balkanskog rata, ušle u Poligiros, koji je od tada u sastavu Grčke.

## Kuturno vjerske svečanosti
Poligiros je poznat po svojim karnevalskim svečanostima, koje privlače posjetioce iz cijele Grčke. Ljetna manifestacija sličnog karaktera je Panagia (Djevica Marija) koja se slavi 15. kolovoza. 

## Stanovništvo
| Godina | Zajednica | Općinska jedinica | Općina |
| ------ | --------- | ----------------- | ------ |
| 1981.  | 5239      | –                 | –      |
| 1991.  | 4501      | 10.218            | –      |
| 2001.  | 6227      | 10.444            | –      |
| 2011.  | 7459      | 11.386            | 22.048 |
| 2021.  | 7779      | 11.382            | 21.351 |

## Vanjske poveznice
- Službene stranice  Arhivirana inačica izvorne stranice od 18. veljače 2006. (Wayback Machine) (grč.)
- Službene stranice Prefekture Halkidike